# Sư đoàn Kỵ binh số 1 (Hoa Kỳ)
Sư đoàn Kỵ binh số 1 (1st Cavalry Division) là một trong những đơn vị chiến đấu nổi tiếng của quân đội Hoa Kỳ.
Còn được biết đến với tên gọi Sư đoàn Không kỵ số 1 (1st Air Cavalry Division) hay còn gọi là sư đoàn Kỵ binh bay trong thời Chiến tranh Việt Nam vì việc sử dụng trực thăng làm phương tiện chuyển vận binh sĩ. Đây là một trong những sư đoàn cơ động chiến đấu lớn nhất và được trang bị nặng của Quân đội Hoa Kỳ với hơn 16.000 quân, được tổ chức thành 4 lữ đoàn chiến đấu và một số đơn vị hỗ trợ.
Hiện tại, Sư đoàn là đơn vị trực thuộc Quân đoàn III, căn cứ chính tại Fort Hood, Texas. Chỉ huy hiện tại của Sư đoàn là Thiếu tướng Daniel B. Allyn.

## Lịch sử thành lập
Sư đoàn được thành lập ngày 4 tháng 4 năm 1921, với 7.463 sĩ quan và binh lính, tổ chức ban đầu như sau:
- Chỉ huy sở (34 người)
- 2 Lữ đoàn Kỵ binh (2,803 người mỗi Lữ đoàn)
- Tiểu đoàn pháo dã chiến (790 người)
- Tiểu đoàn Kỹ thuật (357 người)
- Ban Vận tải quân nhu (276 người)
- Đại đội đặc nhiệm (337 người)
- Đại đội Quân y (63 người)

Trong một thời gian dài, tổ chức của Sư đoàn thay đổi nhiều lần. Mãi đến ngày 1 tháng 12 năm 1938, trước nguy cơ chiến tranh xảy ra, Sư đoàn được tổ chức lại để đáp ứng mô hình thời chiến, với quân số 10.680 quân nhân.

## Từ Chiến tranh thế giới thứ hai đến Chiến tranh Triều Tiên

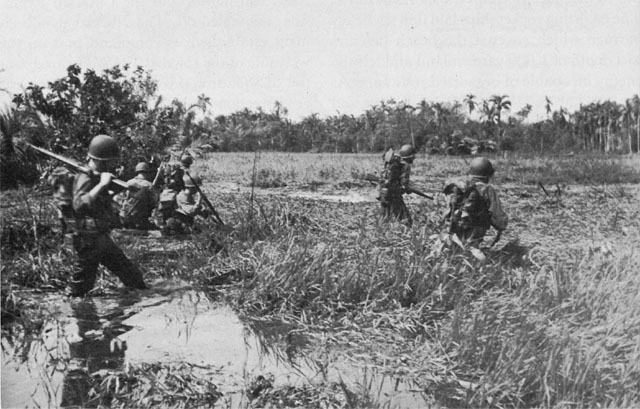
Những người lính Sư đoàn Kỵ binh số một trong Trận Leyte

Với cuộc tấn công Trân Châu Cảng vào ngày 7 tháng 12 năm 1941, tướng George Marshall đã thử nghiệm các hình thái tổ chức mới cho các đơn vị quân đội, dù gặp phải sự ngăn trở từ những quan điểm không muốn phát triển các đơn vị cơ động cơ giới. Sư đoàn 1 Kỵ binh giữ lại cấu hình vuông của nó (tức là tổ chức với 2 Lữ đoàn) nhưng có vài thay đổi. Một số đơn vị hỏa lực được giải thể và phân phối vào các đơn vị chiến đấu, làm tăng hỏa lực trực tiếp ở cấp chiến thuật. Một số đơn vị được tăng cường phương tiện cơ động nhẹ. Những thay đổi này làm tăng quân số Sư đoàn từ 11.676 đến 12.112 người.
Sau khi được tổ chức lại, Sư đoàn đến Úc để tiếp tục huấn luyện tại Strathpine, Queensland, cho đến ngày 26 tháng 7, sau đó chuyển tới New Guinea để tham gia chiến dịch "Admiralties" vào ngày 22 đến 27 tháng 2 năm 1944. Sư đoàn tham chiến lần đầu tiên tại đảo Admiralty, đổ bộ tại Los Negros vào ngày 29 tháng 2 năm 1944.
Sau chiến thắng đầu tiên, Sư đoàn tiếp tục được điều động tham gia các trận Leyte ngày 20 tháng 10 năm 1944, trận Manila ngày 3 tháng 2 năm 1945 trong chến dịch giành lại Philippines từ tay người Nhật. Ngày 2 tháng 9 năm 1945, Sư đoàn đến Yokohama và tiến vào Tokyo ngày 8 tháng 9, là một trong những sư đoàn đầu tiên của quân đội Hoa Kỳ tiến vào Nhật Bản.
- Thương vong của Sư đoàn trong Thế chiến

1. 734 người tử trận
2. 3.311 người bị thương
3. 236 người tử thương

Sau Thế chiến, Sư đoàn làm nhiệm vụ chiếm đóng tại Nhật Bản trong 5 năm, cho đến khi nổ ra Chiến tranh Triều Tiên. Sư đoàn được điều động đổ bộ vào Nam Triều Tiên để thành lập Vành đai Pusan. Sư đoàn chịu trách nhiệm giữ phòng tuyến này cho đến khi được thay thế bởi Sư đoàn 45 Bộ binh Vệ binh quốc gia Hoa Kỳ vào tháng 1 năm 1952. Sau đó, Sư đoàn được rút về Nhật Bản. Đến năm 1957, Sư đoàn lại được điều động sang Hàn Quốc đóng căn cứ và ở lại đấy cho đến tận năm 1965.
- Thương vong trong Chiến tranh Triều Tiên

1. 3.811 người tử trận
2. 12.086 người bị thương

## Chiến tranh Việt Nam
Trong lúc tham chiến trong Chiến tranh Việt Nam, sư đoàn không còn là một đơn vị bộ binh thông thường mà trở thành sư đoàn cơ động trên không, thường được biết đến là Sư đoàn Không kị số 1 (1st Air Cavalry Division), sử dụng trực thăng làm phương tiện vận chuyển quân. Danh xưng đơn vị và màu của sư đoàn được chuyển cho Sư đoàn Không kị số 11 lúc đó đóng quân ở Căn cứ Benning, tiểu bang Georgia vào tháng 7 năm 1965, và rồi bắt đầu di chuyển đến Trại Radcliffe, An Khê, Việt Nam trong tháng đó. Cùng với Sư đoàn Dù số 101, sư đoàn đã sử dụng chiến thuật và học thuyết mới trong việc hành quân đổ quân bằng trực thăng trong 5 năm sau đó tại Việt Nam.
Chiến dịch chính đầu tiên của sư đoàn là ở Pleiku. Trong chiến dịch đó, sư đoàn đã tiến hành liên tục 35 ngày hành quân đổ bộ bằng trực thăng. Trận đánh mở màng là ở trận Ia Drang, được diễn tả trong cuốn sách We Were Soldiers Once...And Young cũng là nội dung cuốn phim của Mel Gibson We Were Soldiers. Đơn vị cũng nhận được tưởng thưởng Presidential Unit Citation đầu tiên được trao cho một sư đoàn trong Chiến tranh Việt Nam.
Phần lớn thời gian năm 1967 của sư đoàn là Chiến dịch Pershing. Đây là chiến dịch tìm diệt trên một số vùng rộng lớn nằm trong Vùng 2 chiến thuật. Sau đó, sư đoàn tái phối trí đến trại Evans, phía bắc Huế nằm trong Vùng chiến thuật 1 thuộc quân khu một trong suốt thời gian Tết Mậu Thân 1968, tham gia tái chiếm Quảng Trị và Huế. Sau trận đánh dữ dội tại Huế, sư đoàn nhanh chóng đến cứu viện các đơn vị Thủy quân Lục chiến Hoa Kỳ bị bao vây tại căn cứ Khe Sanh vào tháng 3 năm 1968. Sư đoàn tham gia các chiến dịch giải tỏa chính tại thung lũng A Shau từ giữa tháng tư cho đến giữa tháng 5 năm 1968. Từ tháng 5 đến tháng 9 năm 1968, sư đoàn tham gia vào các sứ mệnh phục vụ y tế và bình định tại các địa phương trong Quân khu 1.
Vào tháng 8 năm 1968, sư đoàn dời về phía nam Vùng chiến thuật 3 thuộc Quân khu 3, phía tây bắc Sài Gòn, nằm cạnh vùng biên giới với Campuchia. Tháng 5 năm 1970, sư đoàn là một trong số các đơn vị của Hoa Kỳ tham gia vào cuộc xâm nhập vào lãnh thổ Campuchia, và rút khỏi Campuchia vào ngày 29 tháng 6.
Ngày 7/7/1970, thiếu tướng George William Casey, chỉ huy trưởng Sư đoàn, lên đường đến khu vực quân cảng Cam Ranh thăm các binh sĩ bị thương. Chiếc máy bay trực thăng UH-1 (số 69-15.138) đã rơi trên sườn núi ở tỉnh Tuyên Đức (cũ) mà không rõ nguyên nhân. Toàn bộ phi hành đoàn bảy người, bao gồm Casey, đều thiệt mạng. Đây là quân nhân có chức vụ cao nhất của sư đoàn bị tử trận.
Về sau đó sư đoàn chỉ giữ nhiệm vụ phòng thủ trong lúc quân đội Hoa Kỳ tiếp tục rút quân khỏi Việt Nam.

## Tổ chức hiện tại

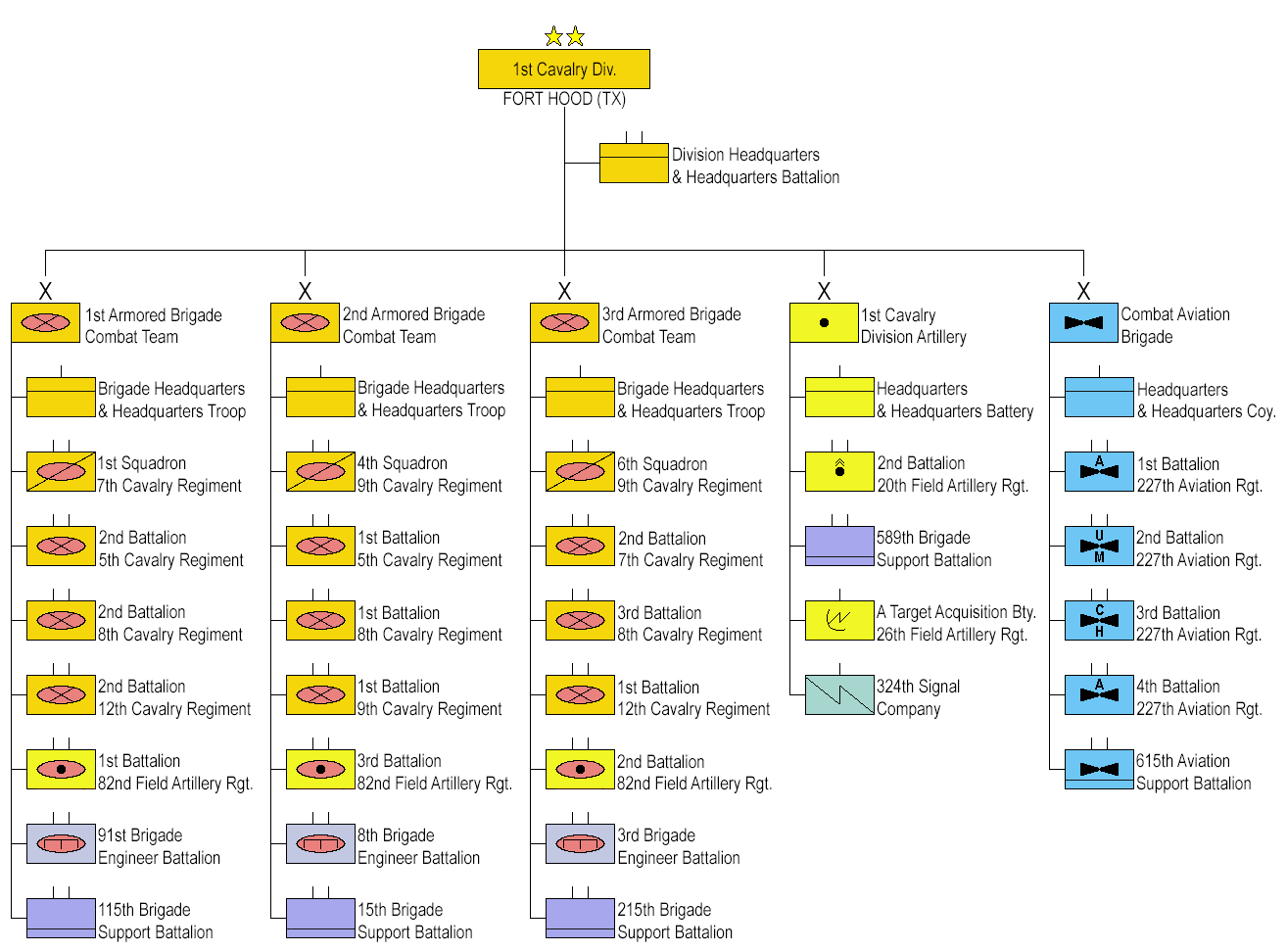
OrBat of the 1st Cavalry Division

## Các đời chỉ huy[2]
| - Thiếu tướng Robert L. Howze Tháng 9, 1921 - Tháng 6, 1925 - Chuẩn tướng Joseph C. Castner Tháng 6, 1925 - Tháng 1, 1926 - Thiếu tướng Edwin B. Winaus Tháng 1, 1926 - Tháng 10, 1927 - Chuẩn tướng Samuel D. Rockenback Tháng 10, 1927 - Tháng 11, 1927 - Thiếu tướng George Van Horn Moseley Tháng 11, 1927 - Tháng 9, 1929 - Chuẩn tướng Charles J. Symmonds Tháng 9, 1929 - Tháng 10, 1930 - Chuẩn tướng George C. Barnhardt Tháng 10, 1930 - Tháng 12, 1930 - Thiếu tướng Ewing E. Booth Tháng 12, 1930 - Tháng 3, 1932 - Chuẩn tướng Walter C. Short Tháng 3, 1932 - Tháng 3, 1933 - Thiếu tướng Frank R. McCoy Tháng 3, 1933 - Tháng 10, 1933 - Chuẩn tướng Walter C. Short Tháng 10, 1933 - Tháng 4, 1934 - Chuẩn tướng Hamilton S. Hawkins Tháng 4, 1934 - Tháng 9, 1936 - Chuẩn tướng Francis Le J. Parker Tháng 9, 1936 - Tháng 10, 1936 - Thiếu tướng Ben Lear Tháng 10, 1936 - Tháng 11, 1938 - Thiếu tướng Kenyon A. Joyce Tháng 11, 1938 - Tháng 10, 1940 - Thiếu tướng Robert C. Richardson, Jr. Tháng 10, 1940 - Tháng 2, 1941 - Thiếu tướng Innis Palmer Swift Tháng 2, 1941 - Tháng 8, 1944 - Thiếu tướng Verne D. Mudge Tháng 8, 1944 - Tháng 2, 1945 - Chuẩn tướng Hugh F. T. Hoffman Tháng 2, 1945 - Tháng 7, 1945 - Thiếu tướng William C. Chase Tháng 8, 1945 - Tháng 2, 1949 - Chuẩn tướng William B. Bradford Tháng 2, 1949 - Tháng 2, 1949 - Thiếu tướng John M. Devine Tháng 2, 1949 - Tháng 8, 1949 - Chuẩn tướng Henry I. Hodes Tháng 8, 1949 - Tháng 9, 1949 - Thiếu tướng Hobart R. Gay Tháng 9, 1949 - Tháng 2, 1951 - Thiếu tướng Charles D. Palmer Tháng 2, 1951 - Tháng 7, 1951 - Thiếu tướng Thomas L. Harrold Tháng 7, 1951 - Tháng 3, 1952 - Thiếu tướng Arthur G. Trudenu Tháng 3, 1952 - Tháng 3, 1953 - Chuẩn tướng William J. Bradley Tháng 3, 1953 - Tháng 4, 1953 - Thiếu tướng Joseph P. Cleland Tháng 5, 1953 - Tháng 6, 1953 - Thiếu tướng Armistead D. Mead Tháng 6, 1953 - Tháng 12, 1954 - Chuẩn tướng Orlando C. Troxel Jr. Tháng 12, 1954 - Tháng 5, 1955 - Thiếu tướng Edward J. McGraw Tháng 5, 1955 - Tháng 11, 1956 - Thiếu tướng Edwin H. J. Carns Tháng 11, 1956 - Tháng 8, 1957 - Thiếu tướng Ralph W. Zwicker Tháng 10, 1957 - Tháng 1, 1958 - Thiếu tướng George E. Bush Tháng 1, 1958 - Tháng 4, 1959 - Thiếu tướng Charles E. Beauchamp Tháng 4, 1959 - Tháng 5, 1960 | - Thiếu tướng Charles G. Dodge Tháng 5, 1960 - Tháng 12, 1960 - Thiếu tướng Frank H. Britton Tháng 12, 1960 - Tháng 7, 1961 - Thiếu tướng James K. Woolnough Tháng 7, 1961 - Tháng 9, 1962 - Chuẩn tướng D.C. Clayman Tháng 9, 1962 - Tháng 10, 1962 - Thiếu tướng Clifton F. Von Kann Tháng 10, 1962 - Tháng 6, 1963 - Chuẩn tướng Charles P. Brown Tháng 6, 1963 - Tháng 8, 1963 - Thiếu tướng Chas F. Leonard Jr. Tháng 8, 1963 - Tháng 10, 1964 - Thiếu tướng Hugh Exton Tháng 10, 1964 - Tháng 6, 1965 - Thiếu tướng Harry W. O. Kinnard Tháng 7, 1965 - Tháng 5, 1966 - Thiếu tướng John Norton Tháng 5, 1966 - Tháng 3, 1967 - Thiếu tướng John J. Tolson Tháng 3, 1967 - Tháng 8, 1968 - Chuẩn tướng Richard L. Irby Tháng 8, 1968 - Tháng 8, 1968 - Thiếu tướng George T. Forsythe Tháng 8, 1968 - Tháng 4, 1969 - Thiếu tướng E. B. Roberts Tháng 5, 1969 - Tháng 5, 1970 - Thiếu tướng George William Casey Tháng 5, 1970 - Tháng 7, 1970 - Thiếu tướng George W. Putnam Tháng 8, 1970 - Tháng 5, 1971 - Thiếu tướng James C. Smith Tháng 5, 1971 - Tháng 1, 1973 - Thiếu tướng Robert M. Shoemaker Tháng 1, 1973 - Tháng 2, 1975 - Thiếu tướng Julius W. Becton, Jr. Tháng 2, 1975 - Tháng 11, 1976 - Thiếu tướng W. Russell Todd Tháng 11, 1976 - Tháng 11, 1978 - Thiếu tướng Paul S. Williams Jr. Tháng 11, 1978 - Tháng 11, 1980 - Thiếu tướng Richard D. Lawrence Tháng 11, 1980 - Tháng 7, 1982 - Thiếu tướng Andrew P. Chambers Tháng 7, 1982 - Tháng 6, 1984 - Thiếu tướng Michael J. Conrad Tháng 6, 1984 - Tháng 6, 1986 - Thiếu tướng John J. Yeosock Tháng 6, 1986 - Tháng 5, 1988 - Thiếu tướng William F. Streeter Tháng 5, 1988 - Tháng 7, 1990 - Thiếu tướng John H. Tilelli, Jr. Tháng 7, 1990 - Tháng 7, 1992 - Thiếu tướng Wesley K. Clark Tháng 7, 1992 - Tháng 3, 1994 - Thiếu tướng Eric K. Shinseki Tháng 3, 1994 - Tháng 7, 1995 - Thiếu tướng Leon J. LaPorte Tháng 7, 1995 - Tháng 7, 1997 - Thiếu tướng Kevin P. Byrnes Tháng 7, 1997 - Tháng 10, 1999 - Thiếu tướng David D. McKiernan Tháng 10, 1999 - Tháng 10, 2001 - Thiếu tướng Joe Peterson Tháng 10, 2001 - Tháng 8, 2003 - Thiếu tướng Peter W. Chiarelli Tháng 8, 2003 - Tháng 11, 2005 - Thiếu tướng Joseph F. Fil Jr. Tháng 11, 2005 - Tháng 2, 2008 - Chuẩn tướng Vincent K. Brooks (quyền Tư lệnh) Tháng 2 - Tháng 4, 2008 - Thiếu tướng Daniel P. Bolger Tháng 4, 2008 – Tháng 4, 2010 - Thiếu tướng Daniel B. Allyn Tháng 4, 2010 – Tháng 6, 2012 - Thiếu tướng Anthony R. Ierardi Tháng 6, 2012 – nay |